# سفارت فنلاند در مسکو
سفارت فنلاند در مسکو (به لاتین: Embassy of Finland) یک سفارت در روسیه است که در مسکو واقع شده‌است.